# Żarnowiec (Basses-Carpates)
Pour les articles homonymes, voir Żarnowiec.
Żarnowiec est une localité polonaise de la gmina de Jedlicze, située dans le powiat de Krosno en voïvodie des Basses-Carpates.